# Route nationale 16 (Guinée)
Pour les articles homonymes, voir Route nationale 16.
La Route nationale 16 (N16) est une route nationale en Guinée, commençant à Guéckédou à la sortie de la N1 et se terminant à Nongoa devant la rivière Guinée. Elle mesure 26,2 kilomètres de long,.

## Tracé
- Guéckédou
- Terméssadou Djibo
- Nongoa